# Rubus passaviensis
Rubus passaviensis är en rosväxtart. Rubus passaviensis ingår i släktet rubusar, och familjen rosväxter. Inga underarter finns listade i Catalogue of Life.